# El Mirador (Bellver de Cerdanya)
El Mirador és una muntanya de 1.731 metres que es troba al municipi de Bellver de Cerdanya, a la comarca de la Baixa Cerdanya.